# Manfred Razenböck
Manfred Razenböck (* 4. Juli 1978 in Grieskirchen) ist ein ehemaliger österreichischer Fußballtorwart und späterer Torwarttrainer.

## Karriere
Razenböcks erster Verein war die Union Natternbach in Oberösterreich. Als 15-Jähriger wechselte er 1994 zum oberösterreichischen Erstligisten SV Ried, nachdem ihn Rudi Zauner hierher gelotst hatte und war ein Jahr später bereits zweiter Tormann der Profis. Dem Verein hielt er bis 2002 die Treue und wurde vor allem in der Anfangszeit, um Erfahrung zu sammeln, an diverse unterklassige Lokalklubs verliehen. Sein Profidebüt gab er dabei am 24. Mai 1997 bei einem 1:0-Heimsieg über den SK Sturm Graz, als er über die vollen 90 Minuten das Tor seiner Mannschaft hütete. Von 2002 bis 2005 spielte er beim FC Gratkorn. Ab Anfang der Saison 2005 war er Ersatztorhüter für Andreas Schranz beim Bundesligisten Grazer AK, im Juli 2006 wechselte er zum SC Schwanenstadt, einem Verein in der zweitklassigen Ersten Liga. Als der SC Schwanenstadt im Mai 2008 nach Wiener Neustadt umzog und in FC Magna Wiener Neustadt umbenannt wurde, folgte Razenböck dem „Stronach-Klub“ nach Niederösterreich. Dort war er schließlich bis 2012 aktiv, ehe er 2013 seine Profikarriere beendete und sich dem Nachfolgeklub des SC Schwanenstadt, dem SC Schwanenstadt 08, in der Unterklassigkeit anschloss. Dort kam er jedoch nur in einem einzigen Freundschaftsspiel zum Einsatz und blieb ansonsten ohne Pflichtspieleinsatz. Während dieser Zeit trat er auch für einige Monate als Torwarttrainer der damals in der siebentklassigen 1. Klasse Süd spielenden Schwanenstädter in Erscheinung.
Obwohl selbst nicht mehr als Spieler im Einsatz hinterlegte er seinen Spielerpass beim SV Gmunden, bei dem er von 2013 bis 2014 für eine Saison auch als Torwarttrainer fungierte. Danach hinterlegte er seinen Pass – ohne jemals zum Einsatz zu kommen – beim TSV Ottensheim (Sommer 2014 bis Sommer 2015), dem SV Gramastetten (Sommer 2015 bis Sommer 2016), dem SV Gmunden (Sommer 2016 bis Winterpause 2016/17), dem SK Gallspach (Winterpause 2016/17 bis Sommer 2018), abermals dem SV Gmunden (Sommer 2018 bis Sommer 2019), der Union Michaelnbach (Sommer 2019 bis Sommer 2020) und der Union Natternbach (ab Sommer 2020).
Später wurde er Torwarttrainer an der Fußballakademie Linz und gründete seine eigene Firma Tormannplus, bei der er mit einem mehrköpfigen Team Kinder und Erwachsene als Fußballtorwart ausbildet. Daneben betreute er als Torwarttrainer zeitweise auch seinen ehemaligen Ausbildungsverein, die Union Natternbach.
Bereits seit Dezember 2003 ist er im Besitz der ÖFB-D-Trainerlizenz. Im Juni 2013 folgte die ÖFB-Torwarttrainer-C-Lizenz, im Frühjahr 2014 die UEFA-Torwarttrainer-B-Lizenz und im Mai 2016 die ÖFB Profi-Tormanntrainerlizenz. Seit April 2024 ist er zusätzlich noch Inhaber der UEFA-B-Lizenz und nimmt regelmäßig an Fort- und Weiterbildungen im Trainerbereich teil.
An der Linzer Fußballakademie war er zumindest von Sommer 2016 bis Sommer 2023 als Trainer tätig. Parallel dazu war er in der Saison 2017/18 auch Torwarttrainer bei der Union Peuerbach sowie von 2019 bis 2022 bei den FC Juniors OÖ. Seine Akademietätigkeit endete, als er im Sommer 2023 zum Torwarttrainer der LASK Amateure OÖ aufstieg, diese Funktion bis Jahresende 2024 ausübte und seit Jahresbeginn 2025 als Co-Trainer der in der Drittklassigkeit spielenden Mannschaft tätig ist.